# تومنبیلگین توشینتولگا
تومنبیلگین توشینتولگا (زادهٔ ۲۲ ژانویهٔ ۱۹۹۲) کشتی‌گیر آزادکار اهل مغولستان است. از افتخارات وی می‌توان به کسب مدال برنز مسابقات قهرمانی کشتی جهان ۲۰۱۸ اشاره کرد.

## مسابقات قهرمانی کشتی جهان ۲۰۱۸
توشینتولگا در وزن ۶۱ کیلوگرم کشتی آزاد مسابقات قهرمانی کشتی جهان ۲۰۱۸ بوداپست حاضر بود که در مسابقه اول الوکبک ژولدوشبیکوف از قرقیزستان را شکست داد اما در مسابقه بعد به گادژیمراد رشیدوف از روسیه باخت و با توجه به حضور این کشتی‌گیر در فینال، به دیدار شانس مجدد رفت. او در مراحل شانس مجدد سونبا تاناجی گونگانه از هند را شکست داد و به دیدار رده‌بندی رسید. وی در این دیدار بکا لومیتادزه از گرجستان را شکست داد و مدال برنز وزن ۶۱ کیلوگرم را بدست آورد.